# 降谷建志
降谷建志（日语：／ Furuya Kenji，本名：古谷建志（讀音相同），1979年2月9日—）是日本東京都出身的男性歌手、設計師、演員，父親為演員古谷一行。

## 简介
降谷建志出身東京，為搖滾樂團「Dragon Ash」的團長、主唱、吉他手兼詞曲創作人。青山學院高等部肄業，代代木通信學校畢業，後留學於國外一年。與Dragon Ash成員櫻井誠為國中同學，BOTS為高中同學。
1995年正式於電影中亮相，並擔任地下樂團貝斯手，於1996年與櫻井誠、馬場育三組成Dragon Ash並在同年8月正式演出，DJ BOTS則是在1999年從客座DJ正式加入組合，於2002年加入了三位成員，成為7人樂團並發行《FANTASISTA》，為當年日本世界盃足球賽的主題曲，以龐克、嘻哈、搖滾交揉的音樂風格，於日本樂壇佔下一席之地。
除音樂外，由於其穿著風格獨特，在90年代末期的裏原宿文化裡也有著重要地位。其特別愛穿的adidas originals Superstar等系列於年輕人中也捲起一陣風潮，之後更代言Levis 501系列，成為當代的重要潮流代表。
粉絲常暱稱其為「Kj」（Kenji）、「小建」（けんちゃん）。是與其他歌手合作或組成團體時使用，也作為作詞、作曲時使用的筆名。以前則使用。

## 经历
- 1995年演出電影（直譯：想要解開滑雪場和戀愛。），是以演員身分的初次登場作品，當時的藝名為「kenji」。
- 1996年組成樂團Dragon Ash。同年6月舉行了第一次的現場表演。到了1997年2月21日則登上較大的表演舞台。
- 從1999年開始強調嘻哈風格。在的音樂錄影帶中，降谷在捲髮上綁著頭巾，手劃著十字型同時一邊演唱歌曲的表演引起話題，降谷也因此更被大眾所認識。
- 之後擔任「Steady&Co.」和「Suger soul」的製作人，並和歌手「wyolica」共同表演，向世界傳遞嘻哈文化。此外也以「TMC」為明展開個人活動，在日本音樂界留下許多足跡。
- 2001年7月，與Dragon Ash的「DJ BOTS」一起製作組成了嘻哈團體「Steady&Co.」（中譯：屎蛋會社），團員包括Rip Slyme（中譯：屎爛幫）的「ILMARI」、SBK的「SHIGEO」を加え，並發行專輯。
- 2002年發行了兩張大受歡迎的單曲—和。同年，日本樂團在專輯歌詞中批判降谷建志，由於考慮到對「King Giddra」成員「ZEEBRA」的尊敬，因此他不打算對他們的批判提出反擊。
- 2003年與合作歌曲。
- 2004年5月與樂團隕浮流（m-flo）合作歌曲，收錄在他們的專輯《ASTROMANTIC》中。
- 2005年6月，和老朋友武田真治成立工作室，進行電影原聲帶的製作。
- 2006年4月，受到電影《消失的1945》（Last Days）的啟發，降谷和一群音樂家合作了專輯，在專輯中和以團體為名義製作了這首歌曲。
- 2015年6月，發行個人專輯《Everything Becomes The Music》。
- 2017年7月，與窪塚洋介合演電影《Alley Cat》[3]。

## 作品
- 請參見Dragon Ash#作品

## 外部連結
- Dragon Ash 官方網站 （页面存档备份，存于）（日語）
- 博客來網路書店藝人介紹頁 （页面存档备份，存于）（中文）
- 降谷建志參加2000年日本「Rock In Japan Festival」的演出影片 （页面存档备份，存于）（英文）